# 關鍵一擊
關鍵一擊，是日本純種競賽馬匹。生涯前期活躍於草地賽事，後期轉戰泥地，曾勝出京都紀念、京都錦標、佐賀紀念，更於2021年及2022年連霸名古屋大賞典。

## 出賽前
2014年3月10日出生於北海道新冠町平山牧場，所有人歸於母系馬主前田幸治旗下。
其後交由栗東訓練中心練馬師宮本博訓練。

## 競賽生涯

### 3歲
2017年1月16日出戰中京競馬場2歲新馬戰，於比賽途中完全未有表現下以第十二名慘敗。
1月28日出戰2歲未勝利戰，賽前以244.8獨贏賠率取得最低人氣，但於比賽初段迅速搶佔位置下展開領放，於直路繼續加速不斷帶離後方對手，最終以3馬位優勢及爆冷的姿態取得首勝。
其後出戰公開賽堇錦標，本次比賽保持於約莫第三的有利位置下於最後彎道逐步透出，於直路早早取得領先下再度拋離對手，最終以4馬位的優勢取得連勝。
4月乘勢挑戰皋月賞，賽前僅獲得第十三人氣。比賽開始後，其選擇先行戰術於第二、三的位置推進，通過最後彎道時候提早發力進佔領先的位置。進入直路後，其於內檔位置繼續保持速度，雖然於中段開始轉趨力弱，但最終仍然可以守住一席第四。
然而其後出戰東京優駿（日本打吡）未能於直路內欄展開加速，最終以第十三大敗，秋季初出出戰聖烈特紀念亦因失速而以第九落敗。
10月22日出戰菊花賞，比賽初段面對颱風造成的大爛地下選擇於中後方位置等待時機，並於第一次通過終點時仍然保持於後方位置。但於進入對面直路後，騎師藤岡佑介指揮其抽出外檔位置逐步發力爬升，於第三彎道時上前至第七，通過第四彎道時甚至經已來到第二。進入直路後，其繼續保持過彎時的速度不斷衝刺，超越先頭的賽黃晶下一度取得領先，可惜最終仍然被大外檔加速的神業超越，以2馬位差距落敗取得亞軍。

### 4歲
2018年首戰選擇為京都紀念，賽前落後同期的三匹一級賽冠軍金之霸、艾恩遺跡及魔族之鳥取得第四人氣。比賽開始後，其於前方位置以穩定的節奏推進，面對狀態較差的跑道下並未有太大動作。進入直路後，其於是在位置展開衝刺並成功突破，最終壓制其他對手之下成功取得首個分級賽冠軍。
其後增程度出戰阪神大賞典，然而於比賽初段未能順利嚮應指揮進佔有利位置一度處於困境，最終亦只能在七色線及千古傳誦後方跑獲第三。
4月29日按照計劃出戰春季天皇賞，由於原定的騎師武豐被罰停賽，因而改由三浦皇成策騎。比賽開始後，其於中團位置緩緩推進，通過第一次終點並進入對面直路後開始稍為加速上前，並於第四彎道時候成功透出。進入直路後，其憑借提早加速的動作一度於前方取得領先的優勢，但隨後被同樣位置的高尚駿逸及後上轟出恐怖末腳的七色線壓制，最終再度以第三完賽。
秋季陣營決定安排其遠征法國，但於熱身賽福伊錦標以包尾第六大敗，出戰凱旋門大賽亦因完全無法加速而跑獲第十七。
回過後其出戰有馬紀念，於直路入口經已耗盡體力下在直路大幅失速，最終以第十五大敗。

### 5歲
2019年繼續於中長途戰線征戰，但於首戰日經賞僅取得第七，其後挑戰春季天皇賞及寶塚紀念亦以第十及第八落敗。
稍為休養後出戰新潟紀念再度因為失速跑獲第十二，秋季出戰京都大賞典亦僅以第九完賽。

### 6歲
進入2020年，陣營面對其進度停滯，決定安排其轉戰泥地，並以仁川紀念作為泥地首戰。比賽開始後，其保持於後方位置以穩定的節奏推進，通過最後彎道時亦未有太大動作。進入直路後，其以凌厲的勢頭由馬群中央衝出，最終跑出全長最快速度下僅落後頭馬1/2馬位取得第二。
3月31日出戰三月錦標，本次比賽其繼續採用仁川紀念時的模式，保持於後放位置下在直路猛烈追擊前方賽駒，最終再度以第二完賽。
其後繼續出戰分級賽並以天蠍錦標作為目標，本次比賽採用居中戰術下在第三彎道開始變奏加速，但於直路未能追上Another Truth下再被Westerlund超越，最終獲得第三典戰績。
完成天蠍錦標後，陣營將目標轉往公開賽和表列賽，而關鍵一擊亦能繼續保持穩定的表現，於三宮錦標、七月錦標及太秦錦標中取得兩亞一殿的戰績。
11月8日出戰京都錦標，賽前壓贏本屆東海錦標冠軍天價之味取得第一人氣。比賽開始後，其選擇保持於Best Touchdown及天價之味後方的位置逐步推進，通過最後彎道時稍為加速。進入直路後，其一舉加速衝出超越前方的對手，後續繼續衝刺下成功拉開3馬位優勢，取得睽違2年9個月的勝利。
其後乘勢挑戰日本冠軍盃，但一直於後方位置未能衝出下以第十一大敗。

### 7歲
2021年，本年度首戰為佐賀紀念，為其首次挑戰交流分級賽。比賽開始後，其以優秀的反應順利取得主動權，並迅速進佔先頭位置展開領放。進入直路後，縱然其於比賽全程均帶領後方賽駒推進，但仍然未見疲態，最終不斷彈離對手下以9馬位大勝，再度取得分級賽冠軍，而其做出的2分5.1秒亦打破佐賀競馬場泥地2000米跑道時間。
3月11日出戰名古屋大賞典，並因上戰優秀的表現以1.3倍獨贏賠率取得第一人氣。比賽開始後，其保持於中團的位置穩步追走，於第二圈第三彎道時於外檔位置稍微加速開始蠶食前方位置。進入直路後，其迅速超越領放的馬匹取得領先，後續繼續衝刺下再度拉開其他對手手，以3馬位優勢達成連勝。
稍為休養後於6月出戰帝王賞，本次比賽採用先行戰術下一直維持於第四的位置，並於通過最後彎道時稍為加速。進入直路後，其嘗試於中檔位置展開加速並突破，但最終被後方來襲的宏觀角度及信子之夢壓制，以第三的戰績完賽。
進入秋季後，其於京都紀念取得第六後挑戰一級賽日本冠軍盃，但再度未能發揮優秀表現下以第十四慘敗。
年末出戰東京大賞典，比賽初段保持於第三、四左右的位置下於直路取得領先並繼續衝刺，可惜於中段開始被一同衝出的Omega Perfume反超，最終以1/2馬位差距落敗。

### 8歲
2002年其仍然現役，並出戰名古屋大賞典尋求連霸。比賽開始後，其保持於第五的位置並於第二圈第三、四彎道之間開始發力。進入直路後，其繼續保持勢頭展開衝刺，最終在終點線前將啟愛紫紅追過，以頭位優勢險勝對手。
其後繼續挑戰泥地賽事，但於帝王賞中因失速僅跑獲第五，秋季於京都錦標亦未能跑出優秀的表現以第十大敗。
12月8日出戰名古屋大獎賽取得第五後，陣營各人仕決定安排其退役。

### 詳細賽績
| 日期       | 舉辦國家 | 馬場     | 距離   | 級別   | 賽事名稱     | 負重 | 騎師       | 馬號 | 出馬 | 名次 | 時間     | 頭馬（二馬）      |
| ---------- | -------- | -------- | ------ | ------ | ------------ | ---- | ---------- | ---- | ---- | ---- | -------- | ----------------- |
| 16/1/2017  | 日本     | 中京     | 草2000 |        | 3歲新馬      | 56   | 丸山元氣   | 16   | 16   | 12   | 2:08.0   | Tagano Aswad      |
| 28/1/2017  | 日本     | 京都     | 草2000 |        | 3歲未勝利    | 56   | 藤岡佑介   | 5    | 14   | 1    | 2:00.8   | （Mikki Royal）   |
| 26/2/2017  | 日本     | 阪神     | 草2200 | OP     | 堇錦標       | 56   | 藤岡佑介   | 1    | 7    | 1    | 2:14.1   | （Tagano Asura）  |
| 16/4/2017  | 日本     | 中山     | 草2000 | GI     | 皋月賞       | 57   | 藤岡佑介   | 16   | 18   | 4    | 1:58.1   | 艾恩遺跡          |
| 27/5/2017  | 日本     | 東京     | 草2400 | GI     | 東京優駿     | 57   | 藤岡佑介   | 5    | 18   | 13   | 2:28.1   | 金之霸            |
| 18/9/2017  | 日本     | 中山     | 草2200 | GII    | 聖烈特紀念   | 56   | 藤岡佑介   | 4    | 15   | 9    | 2:13.8   | 覓奇燕子          |
| 22/10/2017 | 日本     | 京都     | 草3000 | GI     | 菊花賞       | 57   | 藤岡佑介   | 4    | 18   | 2    | 3:19.2   | 神業              |
| 11/2/2018  | 日本     | 京都     | 草2200 | GII    | 京都紀念     | 55   | 藤岡佑介   | 4    | 10   | 1    | 2:16.3   | （艾恩遺跡）      |
| 18/3/2018  | 日本     | 阪神     | 草3000 | GII    | 阪神大賞典   | 56   | 武豐       | 8    | 11   | 3    | 3:04.0   | 七色線            |
| 29/4/2018  | 日本     | 京都     | 草3200 | GI     | 春季天皇賞   | 58   | 三浦皇成   | 8    | 17   | 3    | 3:16.3   | 七色線            |
| 16/9/2018  | 法國     | 巴黎隆尚 | 草2400 | GII    | 福伊錦標     | 58   | 武豐       | 6    | 6    | 6    | 記錄缺失 | 樹林之靈          |
| 7/10/2018  | 法國     | 巴黎隆尚 | 草2400 | GI     | 凱旋門大賽   | 59.5 | 武豐       | 9    | 19   | 17   | 記錄缺失 | 成全寶            |
| 23/12/2018 | 日本     | 中山     | 草2500 | GI     | 有馬紀念     | 57   | 福永祐一   | 2    | 16   | 15   | 2:33.8   | 防爆裝束          |
| 23/3/2019  | 日本     | 中山     | 草2500 | GII    | 日經賞       | 56   | 三浦皇成   | 12   | 12   | 7    | 2:35.3   | Meisho Tekkon     |
| 28/4/2019  | 日本     | 京都     | 草3200 | GI     | 春季天皇賞   | 58   | 三浦皇成   | 12   | 13   | 10   | 3:17.7   | 氣自豪            |
| 23/6/2019  | 日本     | 阪神     | 草2200 | GI     | 寶塚紀念     | 58   | 三浦皇成   | 9    | 12   | 8    | 2:12.5   | 雍容白荷          |
| 1/9/2019   | 日本     | 新潟     | 草2000 | GIII   | 新潟紀念     | 57.5 | 田邊裕信   | 8    | 18   | 12   | 1:58.4   | 笑一笑            |
| 6/10/2019  | 日本     | 京都     | 草2400 | GII    | 京都大賞典   | 56   | 池添謙一   | 3    | 17   | 9    | 2:24.6   | 無畏恐龍          |
| 29/2/2020  | 日本     | 阪神     | 泥2000 | L      | 仁川錦標     | 57   | 池添謙一   | 4    | 15   | 2    | 2:04.2   | History Maker     |
| 31/3/2020  | 日本     | 中山     | 泥1800 | GIII   | 三月錦標     | 57.5 | 石橋脩     | 2    | 16   | 2    | 1:51.3   | Suave Aramis      |
| 19/4/2020  | 日本     | 阪神     | 泥1800 | GIII   | 天蠍錦標     | 57   | 石橋脩     | 4    | 16   | 3    | 1:50.1   | Westerlund        |
| 20/6/2020  | 日本     | 阪神     | 泥1800 | OP     | 三宮錦標     | 57.5 | 石橋脩     | 14   | 16   | 2    | 1:49.7   | Vengeance         |
| 18/7/2020  | 日本     | 阪神     | 泥1800 | L      | 七月錦標     | 58   | 藤井勘一郎 | 12   | 12   | 2    | 1:50.7   | 合力贏            |
| 17/10/2020 | 日本     | 京都     | 泥1800 | OP     | 太秦錦標     | 58   | 福永祐一   | 4    | 13   | 4    | 1:48.5   | Best Touchdown    |
| 8/11/2020  | 日本     | 阪神     | 泥1800 | GIII   | 京都錦標     | 57   | 川田將雅   | 6    | 10   | 1    | 1:49.9   | （History Maker） |
| 6/12/2020  | 日本     | 中京     | 泥1800 | GI     | 日本冠軍盃   | 57   | 三浦皇成   | 5    | 16   | 11   | 1:50.5   | 中和魔匠          |
| 11/2/2021  | 日本     | 佐賀     | 泥2000 | JpnIII | 佐賀紀念     | 58   | 川田將雅   | 1    | 12   | 1    | 2:05.0   | （Ashaka Tobu）   |
| 11/3/2021  | 日本     | 名古屋   | 泥1900 | JpnIII | 名古屋大賞典 | 58   | 川田將雅   | 7    | 12   | 1    | 2:00.0   | （乘雲高飛）      |
| 30/6/2021  | 日本     | 大井     | 泥2000 | JpnI   | 帝王賞       | 57   | 李慕華     | 13   | 13   | 3    | 2:03.4   | 宏觀角度          |
| 7/11/2021  | 日本     | 阪神     | 泥1800 | GIII   | 京都錦標     | 57   | 武豐       | 11   | 16   | 6    | 1:51.6   | 名將飛燕          |
| 5/12/2021  | 日本     | 中京     | 泥1800 | GI     | 日本冠軍盃   | 57   | 川田將雅   | 12   | 16   | 14   | 1:52.4   | 宏觀角度          |
| 29/12/2021 | 日本     | 大井     | 泥2000 | GI     | 東京大賞典   | 57   | 川田將雅   | 12   | 15   | 2    | 2:04.2   | Omega Perfume     |
| 10/3/2022  | 日本     | 名古屋   | 泥1900 | JpnIII | 名古屋大賞典 | 58   | 川田將雅   | 7    | 12   | 1    | 2:03.4   | （啟愛紫紅）      |
| 29/6/2022  | 日本     | 大井     | 泥2000 | JpnI   | 帝王賞       | 57   | 森泰斗     | 7    | 9    | 5    | 2:04.4   | 名將飛燕          |
| 6/11/2022  | 日本     | 阪神     | 泥1800 | GIII   | 京都錦標     | 57   | 藤岡佑介   | 15   | 16   | 10   | 1:52.8   | 旭日希冀          |
| 8/12/2022  | 日本     | 名古屋   | 泥2100 | JpnII  | 名古屋大獎賽 | 57   | 藤岡佑介   | 12   | 12   | 5    | 2:17.4   | Peisha Es         |

## 退役後
退役後，關鍵一擊並未入種，而是於東京都世田谷區馬事公苑休養，原定於2023年作為乘騎馬使用，但後來被轉移至函館競馬場，並作為儀仗馬服務。

## 血統簡介
父系天空深處為日本賽駒，生涯戰績優勢，曾於2008年勝出東京優駿（日本打吡）及NHK一哩賽並達成變則二冠。祖父愛麗速子爲日本賽駒，生涯四戰四勝，以無敗姿態勝出2001年皋月賞，但因傷病提早退役配種，因而被人稱謂「幻之三冠馬」。
母系The Fates為日本賽駒，生涯僅勝出一場賽事。外祖父百仁時間爲美國賽駒，曾勝出當地二級賽，退役後在日本配種，和週日寧靜及東來兵被一同稱爲改變日本賽馬的三匹種馬。

### 血統表
| 父線：週日寧靜系（Halo系）                                  |                            |              |                 |
| 種馬 天空深處 2005年（栗色）                                | 愛麗速子 1998年（栗色）    | 週日寧靜     | Halo            |
| 種馬 天空深處 2005年（栗色）                                | 愛麗速子 1998年（栗色）    | 週日寧靜     | Wishing Well    |
| 種馬 天空深處 2005年（栗色）                                | 愛麗速子 1998年（栗色）    | 愛麗花       | Royal Ski       |
| 種馬 天空深處 2005年（栗色）                                | 愛麗速子 1998年（栗色）    | 愛麗花       | Agens Lady      |
| 種馬 天空深處 2005年（栗色）                                | Abi 1995年（栗色）         | 首席皇冠     | 單色            |
| 種馬 天空深處 2005年（栗色）                                | Abi 1995年（栗色）         | 首席皇冠     | Six Crowns      |
| 種馬 天空深處 2005年（栗色）                                | Abi 1995年（栗色）         | Carmelized   | Key to the Mint |
| 種馬 天空深處 2005年（栗色）                                | Abi 1995年（栗色）         | Carmelized   | Carmelize       |
| 繁殖雌馬 The Fates 1998年（深棗色）                         | 百仁時間 1985年（深棗色）  | 雷弼圖       | Hail to Reason  |
| 繁殖雌馬 The Fates 1998年（深棗色）                         | 百仁時間 1985年（深棗色）  | 雷弼圖       | Bramalea        |
| 繁殖雌馬 The Fates 1998年（深棗色）                         | 百仁時間 1985年（深棗色）  | Kelley's Day | Graustark       |
| 繁殖雌馬 The Fates 1998年（深棗色）                         | 百仁時間 1985年（深棗色）  | Kelley's Day | Golden Trial    |
| 繁殖雌馬 The Fates 1998年（深棗色）                         | Miss Shagra 1990年（棗色） | 單色         | 北地舞人        |
| 繁殖雌馬 The Fates 1998年（深棗色）                         | Miss Shagra 1990年（棗色） | 單色         | Pas de Nom      |
| 繁殖雌馬 The Fates 1998年（深棗色）                         | Miss Shagra 1990年（棗色） | Dusty Dollar | 基斯            |
| 繁殖雌馬 The Fates 1998年（深棗色）                         | Miss Shagra 1990年（棗色） | Dusty Dollar | Sauceboat       |
| 雌系：號族：1-k                                             |                            |              |                 |
| 五代內近親交配：單色 4×3、Hail to Reason 5×4、Graustark 5×4 |                            |              |                 |

## 命名由來
名字Clincher（クリンチャー）意思為「決定性的一擊」，香港則採用「關鍵一擊」作為翻譯。

## 外部連結
- 關鍵一擊 netkeiba.com （页面存档备份，存于）
- 血統表 （页面存档备份，存于）